# Erioptera (Erioptera) yukonensis
Erioptera (Erioptera) yukonensis is een tweevleugelige uit de familie steltmuggen (Limoniidae). De soort komt voor in het Nearctisch gebied.